# 6101 Tomoki
6101 Tomoki eller 1993 EG är en asteroid i huvudbältet som upptäcktes den 1 mars 1993 av den japanska astronomen Takeshi Urata vid Nihondaira-observatoriet. Den är uppkallad efter japanen Tomoki Nakamura.
Asteroiden har en diameter på ungefär 4 kilometer och den tillhör asteroidgruppen Flora.